# Портал
Портал у архитектури означава посебно наглашен улаз, декорације око врата, или конструкцију самог улаза.
У Египту је портал храмова бивао окружен пилонима, у Месопотамији су портали били лучни (Иштарине двери на вавилонским зидинама), у хеленској умјетности добијају забатни троугао изнад горње греде (Лавља врата у Микени) што развијају Грци у прочељу класичног храма, Римљани користе етрурске лучне портале градских зидина да развију своје портале који ће увелико утицати на развој портала у романичким и готичким црквеним порталима.